# Erateina paeonata
Erateina paeonata là một loài bướm đêm trong họ Geometridae.